# Euphorbia candelabrum
L'euforbia candelabro (Euphorbia candelabrum Welw., 1855) è una pianta succulenta della famiglia delle Euforbiacee endemica dell'Angola.

## Etimologia
Il suo epiteto specifico deriva dalla forma che assume nel corso della crescita, che la fa assomigliare alle ramificazioni di un candelabro.

## Descrizione
È una pianta succulenta a portamento arboreo, con fusto ramificato, alto fino a 10 m.

Le foglie sono piccole, lanceolate, caduche.

I fiori sono riuniti in infiorescenze a ciazio, poste nella parte sommitale delle ramificazioni, lungo le costolature. Fiorisce in primavera.

## Distribuzione e habitat
E. candelabrum è endemica dell'Angola
Nel 1857 Kotschy diede erroneamente la denominazione di Euphorbia candelabrum ad una entità presente in Sudan, attualmente riconosciuta come Euphorbia murielii N.E.Br.. La denominazione è stata inoltre erroneamente applicata anche a popolazioni presenti in Africa orientale da ricondurre a Euphorbia ingens E.Mey. ex Boiss..